# Častolovice
Častolovice – gmina w Czechach, w powiecie Rychnov nad Kněžnou, w kraju hradeckim. Według danych z dnia 1 stycznia 2014 liczyła 1 686 mieszkańców.
Častolovice położone są na pograniczu Pogórza Orlickiego i Płyty Orlickiej (Płyty Trzebiechowickiej), w miejscu gdzie Bělá wpada do Dzikiej Orlicy.
W miejscowości znajduje się renesansowy pałac z lat 1588–1615, przebudowany w latach 1858–1872 i na pocz. XX w. oraz rozległy park, a także barokowy kościół z lat 1770–1775, zbudowany na miejscu gotyckiego.

## Urodzeni
- Puta III z Czastolowic

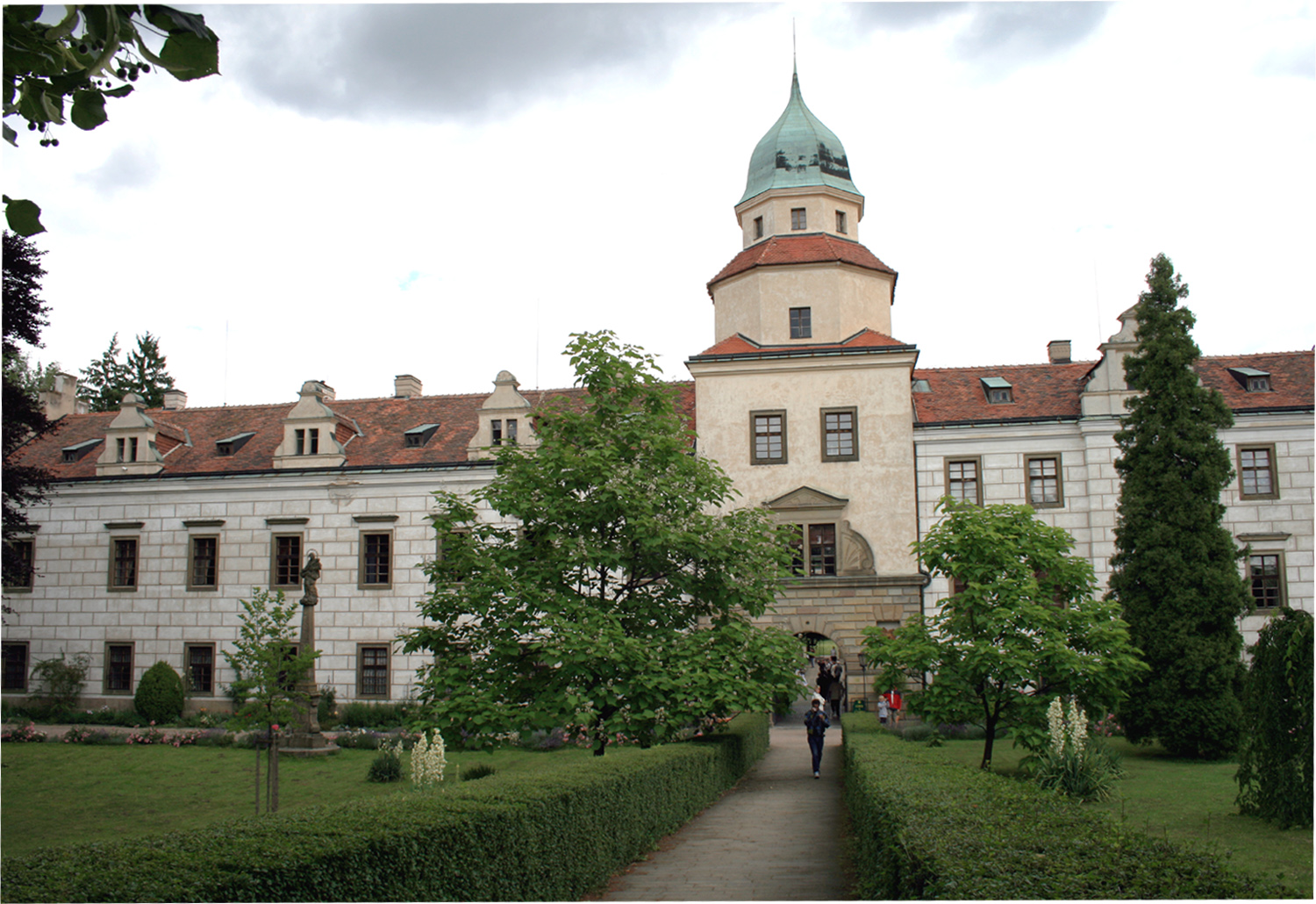
Pałac w Častolovicach
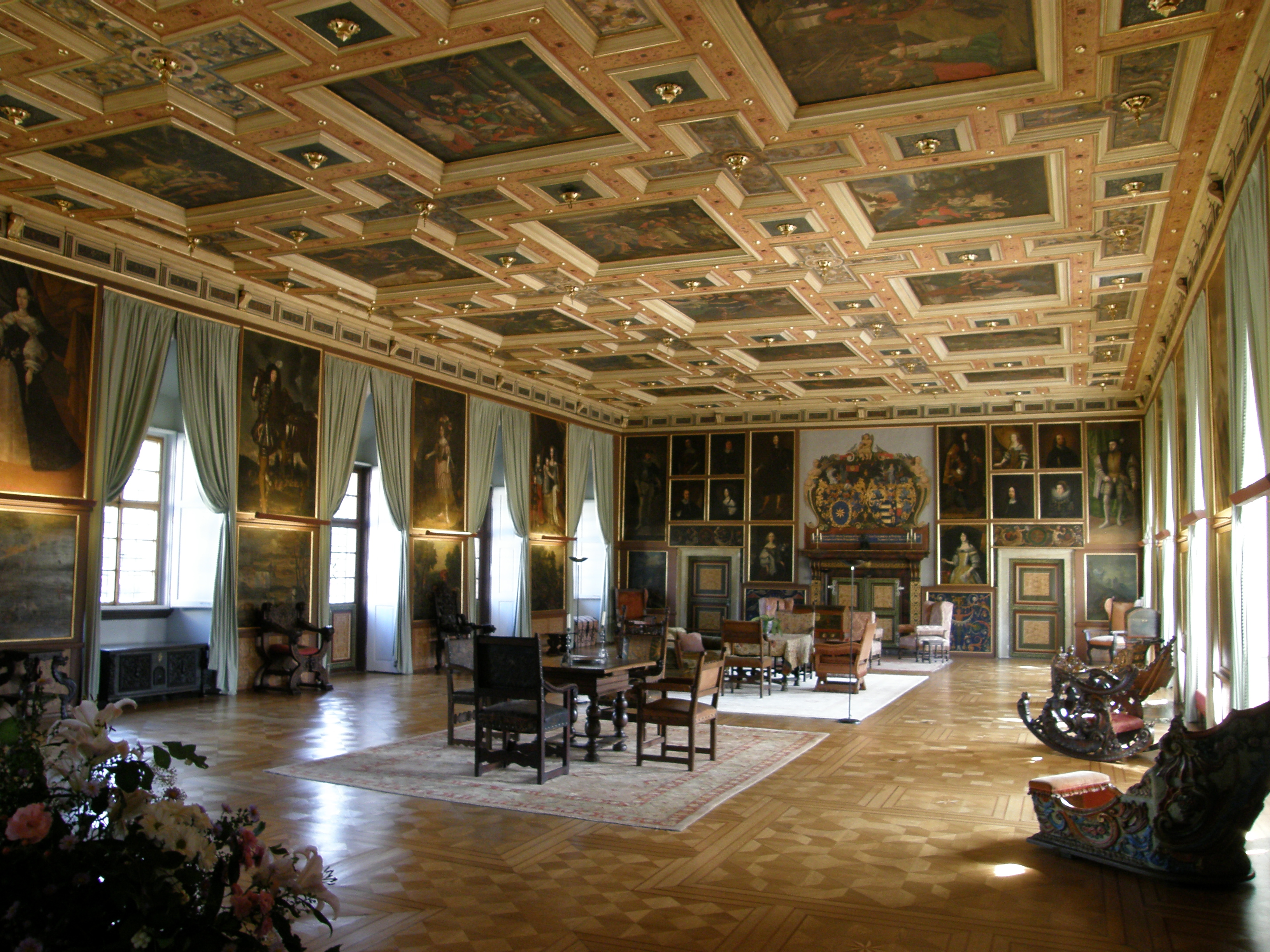
Wnętrze pałacu